# Mignavillers
Mignavillers ist eine Gemeinde im französischen Département Haute-Saône in der Region Bourgogne-Franche-Comté.

## Geographie
Mignavillers liegt auf einer Höhe von 282 m über dem Meeresspiegel, neun Kilometer ostnordöstlich von Villersexel und etwa 30 Kilometer östlich der Stadt Vesoul (Luftlinie). Das Straßendorf erstreckt sich in der breiten Talung des Flusses Scey, am Westrand der hügeligen Landschaft des Bois de Granges.
Die Fläche des 7,59 km² großen Gemeindegebiets umfasst einen Abschnitt im Einzugsbereich des Ognon. Von Osten nach Westen wird das Gebiet vom Tal des Scey durchquert, der für die Entwässerung zum Ognon sorgt. Er tritt bei Mignavillers aus einem schmalen, waldigen Tal in die Ebene von Villersexel hinaus. Die Talebene wird überwiegend landwirtschaftlich genutzt. Nach Nordosten steigt das Gelände allmählich zu den meist bewaldeten Plateaus des Bois de Granges an, die durch verschiedene Erosionstäler untergliedert werden. Mit 444 m wird hier die höchste Erhebung von Mignavillers erreicht. Das Plateau bildet die südwestliche Fortsetzung der Vogesen und ist hauptsächlich aus Buntsandstein aufgebaut. Ganz im Nordosten erstreckt sich das Gemeindeareal bis in das Tal des Ruisseau de Courmont, der ebenfalls im Einzugsgebiet des Scey liegt.
Nachbargemeinden von Mignavillers sind Moffans-et-Vacheresse, Lomont und Faymont im Norden, Granges-le-Bourg und Granges-la-Ville im Osten, Senargent-Mignafans im Süden sowie Athesans-Étroitefontaine im Westen.

## Geschichte
Das Gemeindegebiet von Mignavillers war bereits in prähistorischer Zeit besiedelt, was anhand von Überresten aus dem Neolithikum und Gräberfeldern belegt werden konnte. Im Mittelalter gehörte Mignavillers zur Herrschaft Granges, die unter der Oberhoheit der Grafen von Montbéliard stand. Zusammen mit der Franche-Comté gelangte das Dorf mit dem Frieden von Nimwegen 1678 definitiv an Frankreich.
Im Jahr 1807 fusionierte Mignavillers zusammen mit verschiedenen weiteren Ortschaften zur Großgemeinde Granges-le-Bourg. Bei der Spaltung dieser Großgemeinde kam Mignavillers 1824 an Granges-la-Ville. 1835 erhielt der Ort seine Selbständigkeit wieder zurück. Seit 2000 ist Mignavillers Mitglied des 33 Ortschaften umfassenden Gemeindeverbandes Communauté de communes du Pays de Villersexel.

## Bevölkerung
| Jahr                       | 1962 | 1968 | 1975 | 1982 | 1990 | 1999 | 2010 | 2018 |
| Einwohner                  | 259  | 268  | 259  | 287  | 344  | 337  | 349  | 348  |
| Quellen: Cassini und INSEE |      |      |      |      |      |      |      |      |

Mit 366 Einwohnern (1. Januar 2022) gehört Mignavillers zu den kleinen Gemeinden des Départements Haute-Saône. Nachdem die Einwohnerzahl in der ersten Hälfte des 20. Jahrhunderts deutlich abgenommen hatte (1881 wurden noch 595 Personen gezählt), wurde besonders ab den 1980er Jahren wieder ein Bevölkerungswachstum verzeichnet.

## Wirtschaft und Infrastruktur
Mignavillers war bis weit ins 20. Jahrhundert hinein ein vorwiegend durch die Landwirtschaft (Ackerbau, Obstbau und Viehzucht) und die Forstwirtschaft geprägtes Dorf. Heute gibt es verschiedene Betriebe des lokalen Kleingewerbes, insbesondere in der Baubranche. Mittlerweile hat sich das Dorf auch zu einer Wohngemeinde gewandelt. Viele Erwerbstätige sind deshalb Wegpendler, die in den größeren Ortschaften der Umgebung und im Agglomerationsraum Belfort-Montbéliard ihrer Arbeit nachgehen.
Die Ortschaft liegt abseits der größeren Durchgangsachsen an einer Departementsstraße, die von Granges-le-Bourg nach Athesans-Étroitefontaine führt. Eine weitere Straßenverbindung besteht mit Senargent-Mignafans.

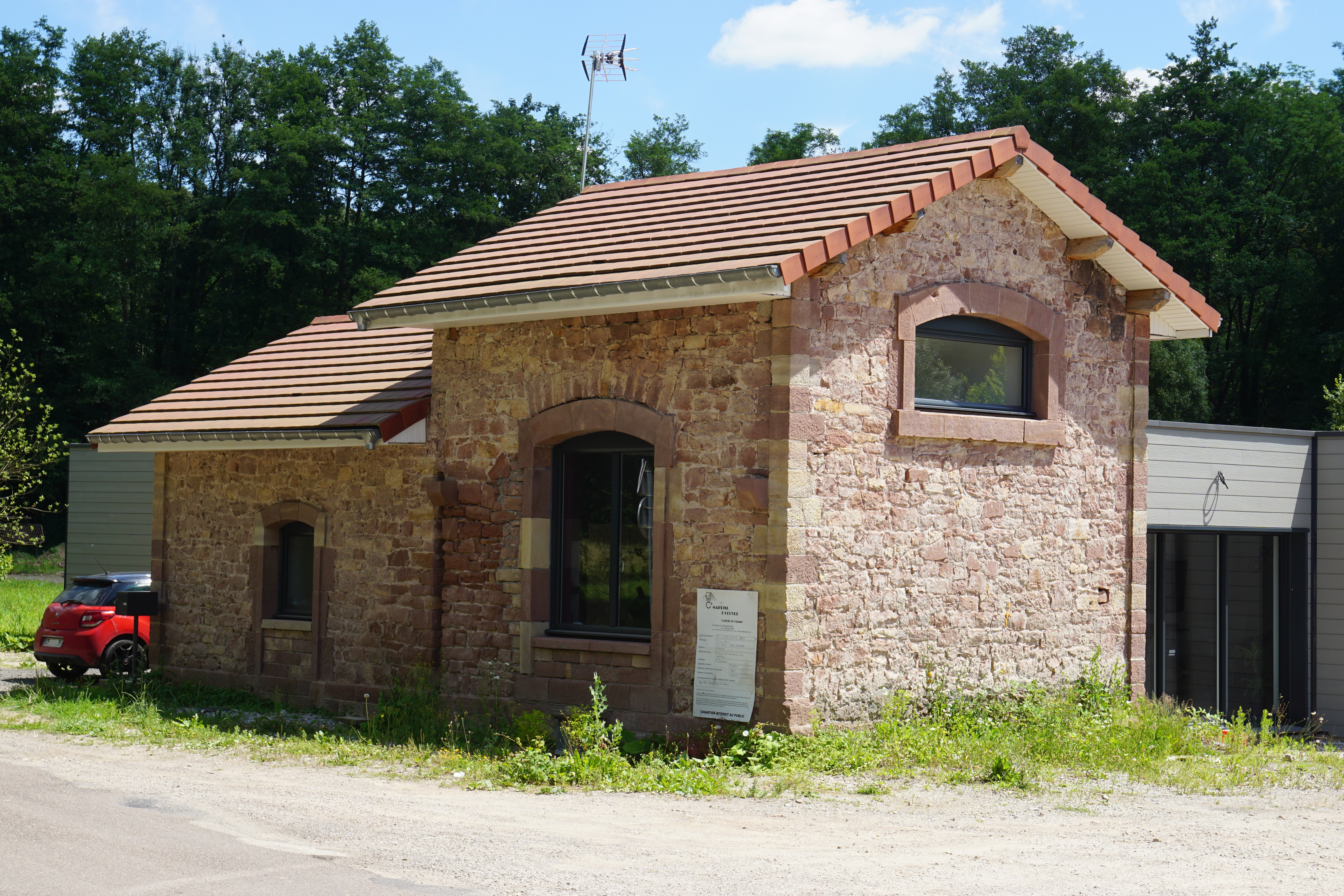
Reste des ehemaligen Bahnhofs Mignavillers